# Sabina Mugabe
Sabina Gabriel Mugabe (14 de outubro de 1934 - 29 de julho de 2010) foi uma política do Zimbábue. Ela era a irmã mais nova do ex-Presidente do Zimbábue , Robert Mugabe.

## Biografia
Sabina Mugabe nasceu em 14 de outubro de 1934 na Missão Católica Romana de Kutama, dirigida por jesuítas da Ordem Marista de Roma, no distrito de Zvimba, a 80 km a noroeste de Harare, com um pai nascido no Malauí, Gabriel Matibili e uma mãe shona, Bona.
Sabina Mugabe deixou a Rodésia sob um nome falso em 1975 e estudou economia doméstica e nutrição no Battersea College of Technology e no Richmond College em Londres, antes de ir para a Nova Escócia, Canadá, para estudar para um diploma em desenvolvimento social numa faculdade católica. Antes de deixar a Rodésia, ela foi abrigada pelo seminário católico da Silveira House, nos arredores de Harare, enquanto o seu irmão Robert liderava guerrilheiros da ZANU lutando contra forças do ex-líder da Rodésia Ian Smith, de bases em Moçambique.
Ela serviu como parlamentar pela Zanu-PF para Makonde East de 1985 a 1990 e para Zvimba South de 1990 a 2008. Ela foi implicada no confisco violento de fazendas de propriedade dos zimbabuanos brancos no final dos anos 1990 e início dos anos 2000.  Isso incluía uma ligação para o assassinato de um fazendeiro zimbabuense branco por um grupo de populares que ela desencadeou quando queria a casa para si mesma. Terry Ford, de 55 anos, foi espancado e depois baleado na cabeça em sua fazenda a oeste de Harare. Antes, em novembro de 2000, Sabina Mugabe havia informado ao Sr. Ford que ela queria a fazenda dele "para poder se mudar".  Que o velho Jack Russell do Sr. Ford, Squeak, se recusou a deixar seu corpo adicionou uma pungência à história que viu o caso fazer manchetes internacionais.